# Odontocera pusilla
Odontocera pusilla är en skalbaggsart som beskrevs av Pierre Émile Gounelle 1911. Odontocera pusilla ingår i släktet Odontocera och familjen långhorningar. Inga underarter finns listade i Catalogue of Life.